# Víctor Eduardo Mendoza
Víctor Eduardo Mendoza Izurieta (30 de septiembre de 1994, Guayas, Ecuador) es un futbolista ecuatoriano. Juega de Arquero y actualmente se encuentra sin equipo

## Clubes
| N.º | Club              | País    | Año        |
| --- | ----------------- | ------- | ---------- |
| 1   | Toreros           | Ecuador | 2008-2009  |
| 2   | Municipal Cañar   | Ecuador | 2010       |
| 3   | Toreros           | Ecuador | 2010-2012  |
| 4   | Norte América     | Ecuador | 2013       |
| 5   | Toreros           | Ecuador | 2014       |
| 6   | Deportivo Azogues | Ecuador | 2015       |
| 7   | Barcelona         | Ecuador | 2016-2018  |
| 8   | Mushuc Runa       | Ecuador | 2019       |
| 9   | Barcelona         | Ecuador | 2020- 2025 |

### Participaciones internacionales
| N.º | Torneo                 | Club           | Resultado    |
| --- | ---------------------- | -------------- | ------------ |
| 1   | Copa Libertadores 2015 | Barcelona S.C. | Segunda fase |
| 2   | Copa Libertadores 2017 | Barcelona S.C. | Semifinal    |
| 3   | Copa Sudamericana 2018 | Barcelona S.C. | Primera fase |

## Palmarés

### Campeonatos nacionales
| N.º | Título  | Club      | País    | Año  |
| --- | ------- | --------- | ------- | ---- |
| 1   | Serie A | Barcelona | Ecuador | 2016 |
| 2   | Serie A | Barcelona | Ecuador | 2020 |

### Campeonatos nacionales amistosos
| N.º | Título            | Club      | País    | Año  |
| --- | ----------------- | --------- | ------- | ---- |
| 1   | Copa Nelson Muñoz | Barcelona | Ecuador | 2016 |